# Sophie Choudry
Sophie Choudry (cuyo nombre verdadero es Sophia Choudhry, 8 de febrero de 1981, Londres) es una actriz cinematográfica, cantante, modelo y presentadora de televisión india.

## Biografía
Sophia nació y se cria en Londres, Inglaterra, hija de inmigrantes hindúes. Su padre era fan y admirador de la actriz italiana Sophia Loren y de ahí su nombre de nacimiento es "Sophia", sin embargo es más conocida como "Sophie", ella tiene un hermano mayor. Actualmente ella vive con su madre y su abuela materna.
Estudió en la London School of Economics, donde se graduó en la carrera de política europea y francesa, también obtuvo una medalla de oro en una Academia de Londres de Música y de Arte Dramático. Además, estudió durante casi dos años en el "Sciences Po", un instituto político apreciado en París, Francia, donde muchos políticos franceses se formaron ahí. Sin descuidar sus estudios, Choudry incursionó en la televisión como modelo y presentadora en el MTV VJ para Zee UK. 

## Filmografía
| Año  | Película                             | Personaje          | Idioma | Notas              |
| ---- | ------------------------------------ | ------------------ | ------ | ------------------ |
|      | Aamdani Atthani Kharcha Rupaiyaa     | Special Appearance | Hindi  |                    |
| 2005 | Shaadi No. 1                         | Dimple Kothari     | Hindi  |                    |
| 2005 | Pyaar Ke Side Effects                | Tanya              | Hindi  |                    |
| 2005 | I See You                            | Dilnaaz Bagga      | Hindi  |                    |
| 2007 | Heyy Babyy                           |                    | Hindi  | Special appearance |
| 2007 | Aggar                                | Nisha Raval        | Hindi  |                    |
| 2007 | Speed                                | Mónica Monteiro    | Hindi  |                    |
| 2008 | Money Hai Toh Honey Hai              |                    | Hindi  |                    |
| 2008 | Kidnap                               |                    | Hindi  |                    |
| 2009 | Aa Dekhen Zara                       | Bindiya Avasti     | Hindi  |                    |
| 2009 | Daddy Cool                           | Ayesha             | Hindi  |                    |
| 2009 | Chintuji                             | Menka              | Hindi  |                    |
| 2009 | Alibaug                              | Nisha              | Hindi  | Filming            |
| 2011 | Vedi                                 | Mumbai ponnu       | Tamil  | Aparición especial |
| 2013 | Shootout at Wadala                   | Sí misma           | Hindi  | Aparición especial |
| 2013 | Once Upon ay Time in Mumbai Dobaara! | Mrs. Dixit         | Hindi  |                    |
| 2014 | 1: Nenokkadine                       | Sí misma           | Telugu | Aparición especial |

## Discografía
- Le Le Mera Dil (2001)
- Sophie & Dr. Love (2003)
- Baby Love (2004)
- Sound of Sophie (2009)

## Premios
- 2001: UK Asian Pop Award for Best Female Newcomer[2][3]
- 2004: Lycra MTV Style Award for Most Stylish Female in Music[4]
- 2005: Bollywood Music Award for Best Female Pop Artist